# Saint-Ythaire
Saint-Ythaire korábbi község (település) Franciaországban, Saône-et-Loire megyében. 2023. január 1-jén Bonnay községgel egyesült és Bonnay-Saint-Ythaire új község része lett.
Lakosainak száma 127 fő (2020. január 1.). Saint-Ythaire Burzy, Bonnay, Curtil-sous-Burnand, Saint-Huruge és Sigy-le-Châtel községekkel határos.

## Népesség
A település népessége az elmúlt években az alábbi módon változott:
| Lakosok száma | 125  | 125  | 128  | 125  | 126  | 126  | 127  |
|               | 2013 | 2015 | 2016 | 2017 | 2018 | 2019 | 2020 |